# Alchemilla rhodobasis
Alchemilla rhodobasis är en rosväxtart som beskrevs av A. Plocek. Alchemilla rhodobasis ingår i släktet daggkåpor, och familjen rosväxter. Inga underarter finns listade i Catalogue of Life.